# .dd
.dd volt az Német Demokratikus Köztársaság ISO 3166-1 kódja. A rövidítés az ország német nevéből jön. Az IANA szabályainak megfelelően a kód elérhető volt az országnak mint legfelső szintű tartomány kód. Soha nem kérték a cím aktiválását, így soha nem hozták létre a gyökérszervert.
Németország egyesülésével megszűnt az NDK, így már nem volt értelme a .dd fenntartásának.1990-ben törölték a kódsorból.